# Thinaah Muralitharan
Thinaah Muralitharan (Tamil தீனா முரளிதரன்; * 3. Januar 1998 in Klang) ist eine malaysische Badmintonspielerin.

## Karriere
Thinaah Muralitharan siegte im Damendoppel gemeinsam mit Pearly Tan bei den Swiss Open 2021, den French Open 2022 und den Hong Kong Open 2024. Bei den Olympischen Spielen 2024 in Paris wurden Muralitharan und Tan im Damendoppel Vierte.